# Antaxius
Genre
Antaxius est un genre de sauterelles de la famille des Tettigoniidae.

## Distribution
Les espèces de ce genre se rencontrent en Europe et en Afrique du Nord. 

## Liste des sous-genres et espèces
Selon Orthoptera Species File (29 mars 2010) :
- Antaxius (Antaxius) Brunner von Wattenwyl, 1882
  - Antaxius armillata (Serville, 1838)
  - Antaxius difformis (Brunner von Wattenwyl, 1861)
  - Antaxius florezi Bolívar, 1900
  - Antaxius kraussi (Bolívar, 1878)
  - Antaxius pauliani Chopard, 1939
  - Antaxius spinibrachius (Fischer, 1853)
  - Antaxius tavaresi Aires & Menano, 1922
- Antaxius (Chopardius) Harz, 1969
  - Antaxius beieri Harz, 1966
  - Antaxius chopardi Morales-Agacino, 1936
  - Antaxius hispanicus Bolívar, 1884
  - Antaxius pedestris (Fabricius, 1787)
  - Antaxius sorrezensis (Marquet, 1877)
- Antaxius (Cyrnantaxius) Chopard, 1951
  - Antaxius bouvieri Chopard, 1923

## Référence
- Brunner von Wattenwyl, 1882 : Prodromus der europaïschen Orthopteren. Leipzig, p. 1-466.